# فردریک کوال
فردریک کوال (فرانسوی: Frédéric Kowal‎؛ زادهٔ ۲ اکتبر ۱۹۷۰) قایقران روئینگ اهل فرانسه است.